# Aleurotulus arundinacea
Aleurotulus arundinacea là một loài côn trùng cánh nửa trong họ Aleyrodidae, phân họ Aleyrodinae.
Aleurotulus arundinacea được Singh miêu tả khoa học đầu tiên năm 1931.